# 48631 Hasantufan
48631 Hasantufan è un asteroide della fascia principale. Scoperto nel 1995, presenta un'orbita caratterizzata da un semiasse maggiore pari a 2,2359316 UA e da un'eccentricità di 0,1991248, inclinata di 4,55375° rispetto all'eclittica.
L'asteroide dedicato al poeta tartaro Hasan Tufan.